# アンドレ・スーリー
アンドレ・スーリー（André Souris、1899年7月10日 - 1970年2月12日）は、ベルギーの作曲家。シュルレアリスム運動に参加した。

## 経歴
マルシェンヌ・オウ・ポン（現シャルルロワ）出身。1911年から1918年までブリュッセル音楽院で学び、音楽史・和声・対位法・フーガ・ヴァイオリンで首席をとった。大学院でポール・ジルソンに作曲と管弦楽法を師事し、1927年にルーベンス賞を受賞した。その後、パリに出てアヴァンギャルド運動に接し、1935年にヘルマン・シェルヘンに指揮を学び、1937年から1946年までベルギー・ラジオ放送の指揮者を務めた。
1923年までクロード・ドビュッシーの強い影響下にあったが、やがてエリック・サティやイーゴリ・ストラヴィンスキーを模範とするようになった。イタリア・フランス・オーストリアなどに居住し、パリで死去した。

## 文献
- Deuren, Lambert van. 1966. "Les œuvres d'André Souris". Revue belge de Musicologie / Belgisch Tijdschrift voor Muziekwetenschap 20, nos. 1–4:15–20.
- Muller, Jean-Pierre. 1982. André Souris: essai biographique. Cahiers du service musical 3. Brussels: R T B F Centre de production de Bruxelles.